# Prosperita Open 2005
Il Prosperita Open 2005 è stato un torneo di tennis facente parte della categoria ATP Challenger Series nell'ambito dell'ATP Challenger Series 2005. Il torneo si è giocato a Ostrava in Repubblica Ceca dal 2 all'8 maggio 2005 su campi in terra rossa.

## Vincitori

### Singolare
Lukáš Dlouhý ha battuto in finale  Nicolas Devilder con il punteggio di 6–4, 7–6(4)

### Doppio
Pavel Šnobel /  Martin Štěpánek hanno battuto in finale  Tomáš Cibulec /  Mariusz Fyrstenberg con il punteggio di 7–6(1), 2–6, 7–6(4)